# Feilebach (Naturschutzgebiet)
Das Naturschutzgebiet Feilebach liegt im Vogtlandkreis in Sachsen. Es erstreckt sich nordwestlich von Loddenreuth, einem Ortsteil der Gemeinde Triebel/Vogtl., entlang des Feilebaches. Am westlichen und südlichen Rand des Gebietes verläuft die Landesgrenze zu Bayern und am nördlichen Rand die Kreisstraße K 7856. Die A 93 verläuft südlich. Nordwestlich schließt sich direkt das 89 ha große Naturschutzgebiet An der Ullitz an und südöstlich direkt das 46 ha große Naturschutzgebiet Fuchspöhl an.

## Bedeutung
Das 93 ha große Gebiet mit der NSG-Nr. C 70 wurde im Jahr 1995 unter Naturschutz gestellt.